# Ульянов Петро Мартинович
Петро Мартинович Ульянов (11 (23) липня 1899, Пацинь — 31 березня 1964), скульптор-монументаліст родом з Смоленщини. Батько скульптора Бориса Ульянова.
Навчався у Харківському художньому технікумі (1923–1927). У 1931 році закінчив Вищий художньо-технічний інститут (ВХУТЕІН) у Ленінграді (майстерня Олександра Терентійовича Матвєєва). Від 1936 по 1963 роки — викладач Київського інженерно-будівельного інституту. Серед його робіт — пам'ятники Миколі Щорсу (співавтори Кратко Б. М., Гельман М. І.) в Житомирі (1932), Леоніду Глібову в Чернігові (1934); скульптурні портрети письменників Тараса Шевченка, Адама Міцкевіча, Максима Горького, радянських державних діячів тощо.
За життя надрукував роботу «Мій творчий шлях» у видавництві «Образотворче мистецтво» (Харків-Київ, 1936).